# Verfahrensfähigkeit
Verfahrensfähigkeit bezeichnet die Fähigkeit, innerhalb eines Gerichtsverfahrens der freiwilligen Gerichtsbarkeit Erklärungen abzugeben, Anträge zu stellen und Rechtsmittel einzulegen. Es handelt sich hierbei in der Regel um Betreuungsverfahren, Unterbringungsverfahren, Nachlassverfahren oder Grundbuchangelegenheiten.
Grundsätzlich ist nach dem Gesetz über das Verfahren in Familiensachen und in den Angelegenheiten der freiwilligen Gerichtsbarkeit (FamFG) derjenige verfahrensfähig, der geschäftsfähig (§ 104 BGB) ist (§ 9).
In Betreuungs- und Unterbringungssachen ist die betroffene Person allerdings in jedem Falle auch bei fehlender Geschäftsfähigkeit verfahrensfähig, im letzteren Falle, wenn sie das 14. Lebensjahr vollendet hat (§ 275 bzw. § 316, ggf. in Verbindung mit § 167 Abs. 3 FamFG).
In der Zivilprozessordnung läuft die Verfahrensfähigkeit unter dem Begriff Prozessfähigkeit.